# Hyparrhenia anemopaegma
Hyparrhenia anemopaegma är en gräsart som beskrevs av Clayton. Hyparrhenia anemopaegma ingår i släktet Hyparrhenia och familjen gräs. Inga underarter finns listade i Catalogue of Life.